# Temporary Residence Limited
Temporary Residence Limited (de vegades abreujat com a TRL) és una discogràfica independent nord-americana amb seu actual a Brooklyn. Va ser fundada pel músic Jeremy DeVine en 1996.
El nom de la discogràfica (Temporary Residence vol dir ‘Residència Temporal’, en català) fa referència a la quantitat de vegades que DeVine es va haver de mudar abans de crear la companyia. La paraula Limited la va afegir el seu fundador pel seu objectiu original de publicar edicions limitades dels àlbums, a l'estil de discogràfiques com a Duophonic o Payola Records.
Aquest segell ha desafiat la majoria de tendències recents de la indústria musical. A mesura que les vendes d'enregistraments van decaure durant la primera dècada del segle xx, Temporary Residence Limited i els grups del seu segell van gaudir d'un important creixement. I, en un negoci que s'ha anat movent constantment cap a les vendes de descàrregues, els fans de Temporary Residence Limited encara prefereixen comprar la seva música en formats físics.

## Història
Quan Jeremy DeVine tenia 18 anys es va traslladar a Baltimore des de Louisville, la seva ciutat natal, per estudiar art al Maryland Institute College of Art. Allà va formar el grup de música The (Concord Anthology) Process, amb el seu company d'habitació Ben Fogarty. Per enregistrar el seu primer senzill, «The Winter Outside the Window», Jeremy va cridar alguns amics de Louisville que tocaven al grup Nero, i els va suggerir llançar conjuntament un àlbum de set polzades. DeVine va crear Temporary Residence Limited per enregistrar aquell àlbum compartit entre els dos grups. Les 500 còpies limitades de l'àlbum van arribar a les botigues de Baltimore l'1 d'abril de 1996, amb portades impreses a mà, utilitzant una màquina d'escriure, paper reciclat, postals i altres objectes trobats. La inversió conjunta de Jeremy DeVine i Ben Fogarty va ser de 700 dòlars.

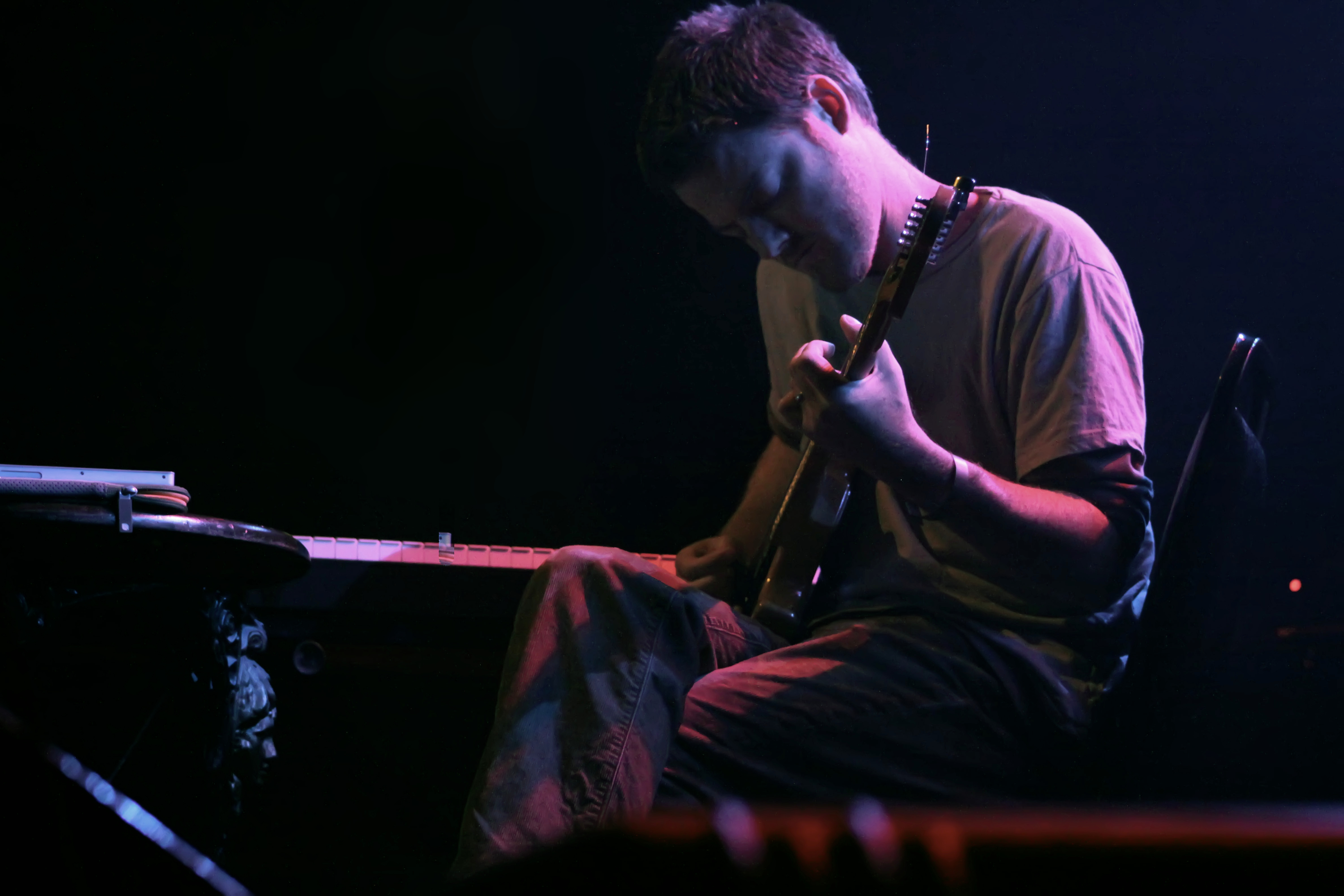
Eluvium en directe a Portland, Oregon.

Durant els primers anys de la seva existència, Temporary Residence Limited va ser un passatemps per a Jeremy. Però decideix dedicar-se de ple a partir de 2001, quan alguns dels seus artistes (com ara Tarentel, Cerberus Shoal o Explosions in the Sky) comencen a funcionar. L'agost de 2002 la companyia es trasllada a Portland, on DeVine coneix a Matthew Cooper, d'Eluvium, a qui publica el seu primer àlbum: Lambent Material. Malgrat tot, no va ser fins a l'any 2004 que la discogràfica va aconseguir guanys i es va establir a Nova York on té la seu actual.
En desembre de 2005, Somewhere Cold va concedir el premi a la discogràfica de l'any a Temporary Residence Limited per la qualitat de la seva producció.
En 2006, la discogràfica va celebrar el seu desè aniversari amb tres dies de concerts al Bowery Ballroom de Nova York. Van participar alguns dels grups clau del segell, com ara Envy, Eluvium, Explosions in the Sky, Lazarus, Mono o Tarentel.
En 2021, Temporary Residence Limited porta publicats més de 500 àlbums de llarga durada, EPs, senzills, reedicions i recopilatoris, en gairebé tots els estils musicals.